# Below the Belt (película de 1999)
Below the Belt es un cortometraje dramático canadiense, dirigido por Dominique Cardona y Laurie Colbert y estrenado en 1999. La película está protagonizada por Nathalie Toriel y Cara Pifko como Oona y Jill, dos jóvenes boxeadoras lesbianas amateurs que se enamoran y luego descubren que una de sus madres (Tanja Jacobs) también tiene una aventura extramatrimonial con otra mujer.
La película se estrenó en el programa Panorama del Festival Internacional de Cine de Berlín de 1999, como la película de apertura de la comedia romántica lésbica de Anne Wheeler Better than chocolate.  Posteriormente se proyectó en el Festival de Cine y Vídeo Inside Out en 1999, donde fue co-ganador del Premio del Público al Mejor Cortometraje, y en el Festival Internacional de Cine de Toronto de 1999.
La película fue nominada al premio Genie al Mejor Cortometraje Dramático de Acción Real en los 21º Premios Genie en 2000.